# Sernurskij rajon
Il Sernurskij rajon (in russo Сернурский район?) è un rajon della Repubblica dei Mari, nella Russia europea, istituito nel 1921. Il capoluogo è Sernur. Il rajon ricopre una superficie di 1 032,08 chilometri quadrati ed ospitava nel 2023 una popolazione di 21 572 abitanti.